# George Luke
George Luke (Newcastle upon Tyne, 17 dicembre 1933 – Forest Hall, 24 marzo 2010) è stato un calciatore inglese, di ruolo attaccante.

## Caratteristiche tecniche
Era un'ala destra, pur essendo mancino.

## Carriera
Inizia a giocare nelle giovanili del Newcastle Utd, club della sua città natale, da adolescente; nel 1950 viene aggregato alla prima squadra con uno stipendio di sole 5 sterline a settimana (continuando a lavorare come idraulico per mantenersi); vista la folta concorrenza nel suo ruolo, in tre stagioni di fatto non riesce mai a scendere in campo in partite ufficiali, ed alla fine per trovare maggiore spazio si trasferisce in terza divisione all'Hartlepool Utd, dove nell'arco di sei campionati mette a segno complessivamente 60 reti in 186 partite. Viene quindi nuovamente acquistato dal Newcastle, che lo paga 4000 sterline e con cui nella stagione 1955-1960 mette a segno 2 reti in 23 presenze in prima divisione; nella stagione 1960-1961, che le Magpies concludono con una retrocessione in seconda divisione, realizza poi 2 reti in ulteriori 4 presenze. Viene poi ceduto al Darlington, dove conclude la carriera dopo 10 reti in 68 presenze in quarta divisione.
In carriera ha totalizzato complessivamente 281 presenze e 74 reti nei campionati della Football League.